# Hati Bangai
Hati Bangai – gaun wikas samiti w zachodniej części Nepalu w strefie Lumbini w dystrykcie Rupandehi. Według nepalskiego spisu powszechnego z 2001 roku liczył on 985 gospodarstw domowych i 6722 mieszkańców (3248 kobiet i 3474 mężczyzn).